# Championnat de Suisse de hockey sur glace 1982-1983
Saison précédente Saison suivante
La saison 1982-1983 est la 74e saison du championnat de Suisse de hockey sur glace.

## Ligue nationale A

### Format
Les huit équipes participantes s'affrontent toutes à quatre reprises pour un total de 28 matchs joués pour la première phase de la compétition. Les six premiers du classement se qualifient pour la poule finale tandis que les deux derniers doivent passer par une poule de promotion/relégation.
Les équipes jouant la poule finale conservent la moitié des points acquis lors de la première phase. Elles s'affrontent toutes à deux reprises pour un total de 10 parties disputées. L'équipe finissant à la première place du classement final est sacrée championne de Suisse.
Dans la poule de promotion/relégation, les deux équipes reversées y retrouvent les deux premiers de chaque groupe de la LNB. Elles s'affrontent toutes deux fois pour un total de 10 rencontres jouées. Les deux premiers du classement final gagnent le droit de rester ou d'être promues en LNA la saison suivante, tandis que les quatre autres restent ou sont reléguées en LNB. La répartition des points est la suivante : 2 pour une victoire, 1 pour un match nul et 0 pour une défaite.

### Première phase
| Clt   | Équipe               | PJ | V  | D  | N | BP  | BC  | Diff | Pts |
| ----- | -------------------- | -- | -- | -- | - | --- | --- | ---- | --- |
| +001, | HC Davos             | 28 | 20 | 8  | 0 | 162 | 92  | +70  | 40  |
| +002, | HC Bienne            | 28 | 18 | 8  | 2 | 153 | 105 | +48  | 38  |
| +003, | HC Arosa (T)         | 28 | 17 | 9  | 2 | 133 | 116 | +17  | 36  |
| +004, | HC Fribourg-Gottéron | 28 | 16 | 9  | 3 | 119 | 95  | +24  | 35  |
| +005, | SC Langnau           | 28 | 10 | 15 | 3 | 115 | 146 | -31  | 23  |
| +006, | HC Lugano (P)        | 28 | 10 | 16 | 2 | 126 | 145 | -19  | 22  |
| +007, | EHC Kloten           | 28 | 8  | 17 | 3 | 118 | 146 | -28  | 19  |
| +008, | HC Ambrì-Piotta (P)  | 28 | 4  | 21 | 3 | 94  | 170 | -76  | 11  |

- En gras : qualifié pour la poule finale
- En italique : reversé dans la poule de promotion/relégation

### Poule finale
| Clt   | Équipe               | PJ | V | D | N | BP  | BC  | Diff | Pts     |
| ----- | -------------------- | -- | - | - | - | --- | --- | ---- | ------- |
| +001, | HC Bienne            | 10 | 9 | 1 | 0 | 206 | 140 | +66  | 37 (19) |
| +002, | HC Fribourg-Gottéron | 10 | 5 | 2 | 3 | 170 | 128 | +42  | 31 (18) |
| +003, | HC Davos             | 10 | 3 | 5 | 2 | 225 | 150 | +75  | 28 (20) |
| +004, | HC Arosa (T)         | 10 | 4 | 4 | 2 | 179 | 157 | +22  | 28 (18) |
| +005, | SC Langnau           | 10 | 2 | 6 | 2 | 151 | 201 | -50  | 18 (12) |
| +006, | HC Lugano (P)        | 10 | 2 | 7 | 1 | 162 | 213 | -51  | 16 (11) |

- En gras : champion de Suisse

Le HC Bienne remporte le troisième titre de son histoire.

### Poule de promotion/relégation LNA/LNB
| Clt   | Équipe                    | PJ | V | D | N | BP | BC | Diff | Pts |
| ----- | ------------------------- | -- | - | - | - | -- | -- | ---- | --- |
| +001, | EHC Kloten (LNA)          | 10 | 9 | 1 | 0 | 72 | 29 | +43  | 18  |
| +002, | Zürcher SC (LNB) (R)      | 10 | 6 | 4 | 0 | 37 | 43 | -6   | 12  |
| +003, | HC Olten (LNB)            | 10 | 3 | 5 | 2 | 53 | 57 | -4   | 8   |
| +004, | HC Sierre (LNB)           | 10 | 3 | 5 | 2 | 34 | 49 | -15  | 8   |
| +005, | HC Ambrì-Piotta (LNA) (P) | 10 | 3 | 6 | 1 | 39 | 45 | -6   | 7   |
| +006, | Lausanne HC (LNB)         | 10 | 3 | 6 | 1 | 43 | 55 | -12  | 7   |

- En gras : reste ou est promu en LNA
- En italique : reste ou est relégué en LNB

### Meilleurs pointeurs
| Clt. | Nom                  | Équipe          | PJ | B  | A  | Pts |
| ---- | -------------------- | --------------- | -- | -- | -- | --- |
| 1    | Richmond Gosselin    | HC Bienne       | 38 | 52 | 36 | 88  |
| 2    | Kelvin Kisio         | HC Davos        | 38 | 49 | 38 | 87  |
| 3    | Bernie Johnston (en) | EHC Kloten      | 38 | 36 | 32 | 68  |
| 4    | Ronald Wilson        | HC Davos        | 36 | 32 | 32 | 64  |
| 5    | Peter Sullivan (en)  | SC Langnau      | 38 | 31 | 33 | 64  |
| 6    | Guido Lindemann      | HC Arosa        | 38 | 25 | 39 | 64  |
| 7    | Jacques Soguel       | HC Davos        | 38 | 31 | 30 | 61  |
| 8    | Daniel Poulin        | HC Bienne       | 38 | 32 | 27 | 59  |
| 9    | David Gardner (en)   | HC Ambrì-Piotta | 36 | 36 | 22 | 58  |
| 10   | Peter Schlagenhauf   | EHC Kloten      | 38 | 32 | 25 | 57  |

### Effectif champion
| Vainqueurs de la LNA HC Bienne | Gardiens de but: Olivier Anken, Daniel Kempf, Jean-Luc Quadri Défenseurs: Daniel Dubuis, Pierre-Alain Flotiront, Jakob Kölliker, Daniel Poulin, Markus Schnider, Harry Schmid, Hugo Zigerli, Patrick Helfer Attaquants: Urs Bärtschi (de), Beat Bringold, Richmond Gosselin, Daniel Kohler, Marco Koller, Beat Lautenschlager, Arnold Lörtscher, Fredy Lüthi, Marcel Niederer (en), Bernhard Wist Entraîneur : Kent Ruhnke |

## Ligue nationale B

### Première phase

#### Groupe Ouest
| Clt   | Équipe               | PJ | V  | D  | N | BP  | BC  | Diff | Pts |
| ----- | -------------------- | -- | -- | -- | - | --- | --- | ---- | --- |
| +001, | Lausanne HC          | 28 | 17 | 6  | 5 | 140 | 98  | +42  | 39  |
| +002, | HC Sierre            | 28 | 16 | 7  | 5 | 152 | 92  | +60  | 37  |
| +003, | CP Berne (R)         | 28 | 16 | 8  | 4 | 156 | 101 | +55  | 36  |
| +004, | HC Viège             | 28 | 11 | 10 | 7 | 99  | 88  | +11  | 29  |
| +005, | EHC Grindelwald (de) | 28 | 9  | 14 | 5 | 102 | 121 | -19  | 23  |
| +006, | HC La Chaux-de-Fonds | 28 | 8  | 14 | 6 | 97  | 135 | -38  | 22  |
| +007, | SC Langenthal        | 28 | 8  | 17 | 3 | 90  | 141 | -51  | 19  |
| +008, | HC Ajoie (P)         | 28 | 9  | 18 | 1 | 121 | 181 | -60  | 19  |

- En gras : en poule de promotion/relégation LNA/LNB
- En italique : en poule de maintien en LNB

#### Groupe Est
| Clt   | Équipe                      | PJ | V  | D  | N | BP  | BC  | Diff | Pts |
| ----- | --------------------------- | -- | -- | -- | - | --- | --- | ---- | --- |
| +001, | Zürcher SC (R)              | 28 | 18 | 8  | 2 | 143 | 106 | +37  | 38  |
| +002, | HC Olten                    | 28 | 16 | 8  | 4 | 143 | 109 | +34  | 36  |
| +003, | EHC Dübendorf               | 28 | 17 | 10 | 1 | 151 | 117 | +34  | 35  |
| +004, | HC Coire                    | 28 | 16 | 11 | 1 | 142 | 100 | +42  | 33  |
| +005, | SC Rapperswil-Jona          | 28 | 14 | 10 | 4 | 129 | 124 | +5   | 32  |
| +006, | EHC Wetzikon                | 28 | 13 | 15 | 0 | 144 | 160 | -16  | 26  |
| +007, | SC Herisau                  | 28 | 5  | 19 | 4 | 110 | 179 | -69  | 14  |
| +008, | Grasshopper Club Zurich (P) | 28 | 4  | 22 | 2 | 103 | 170 | -67  | 10  |

- En gras : en poule de promotion/relégation LNA/LNB
- En italique : en poule de maintien en LNB

### Poules de maintien

#### Poule ouest
| Clt   | Équipe               | PJ | V | D | N | BP | BC | Diff | Pts    |
| ----- | -------------------- | -- | - | - | - | -- | -- | ---- | ------ |
| +001, | CP Berne (R)         | 10 | 6 | 2 | 2 | 61 | 36 | +25  | 21 (7) |
| +002, | HC Viège             | 10 | 5 | 3 | 2 | 48 | 51 | -3   | 17 (5) |
| +003, | HC Ajoie (P)         | 10 | 4 | 4 | 2 | 65 | 56 | +9   | 13 (1) |
| +004, | HC La Chaux-de-Fonds | 10 | 3 | 4 | 3 | 48 | 52 | -4   | 12 (3) |
| +005, | SC Langenthal        | 10 | 4 | 5 | 1 | 43 | 44 | -1   | 11 (2) |
| +006, | EHC Grindelwald (de) | 10 | 1 | 7 | 2 | 28 | 54 | -26  | 8 (4)  |

- En italique : relégué en 1re ligue

#### Poule est
| Clt   | Équipe                      | PJ | V | D | N | BP | BC | Diff | Pts    |
| ----- | --------------------------- | -- | - | - | - | -- | -- | ---- | ------ |
| +001, | HC Coire                    | 10 | 8 | 1 | 1 | 67 | 29 | +38  | 22 (5) |
| +002, | EHC Dübendorf               | 10 | 6 | 4 | 0 | 56 | 43 | +13  | 19 (7) |
| +003, | SC Rapperswil-Jona          | 10 | 4 | 6 | 0 | 33 | 43 | -10  | 12 (4) |
| +004, | EHC Wetzikon                | 10 | 4 | 6 | 0 | 41 | 52 | -11  | 11 (3) |
| +005, | SC Herisau                  | 10 | 3 | 5 | 2 | 35 | 49 | -14  | 10 (2) |
| +006, | Grasshopper Club Zurich (P) | 10 | 3 | 6 | 1 | 36 | 52 | -16  | 8 (1)  |

- En italique : relégué en 1re ligue